# 加悦谷

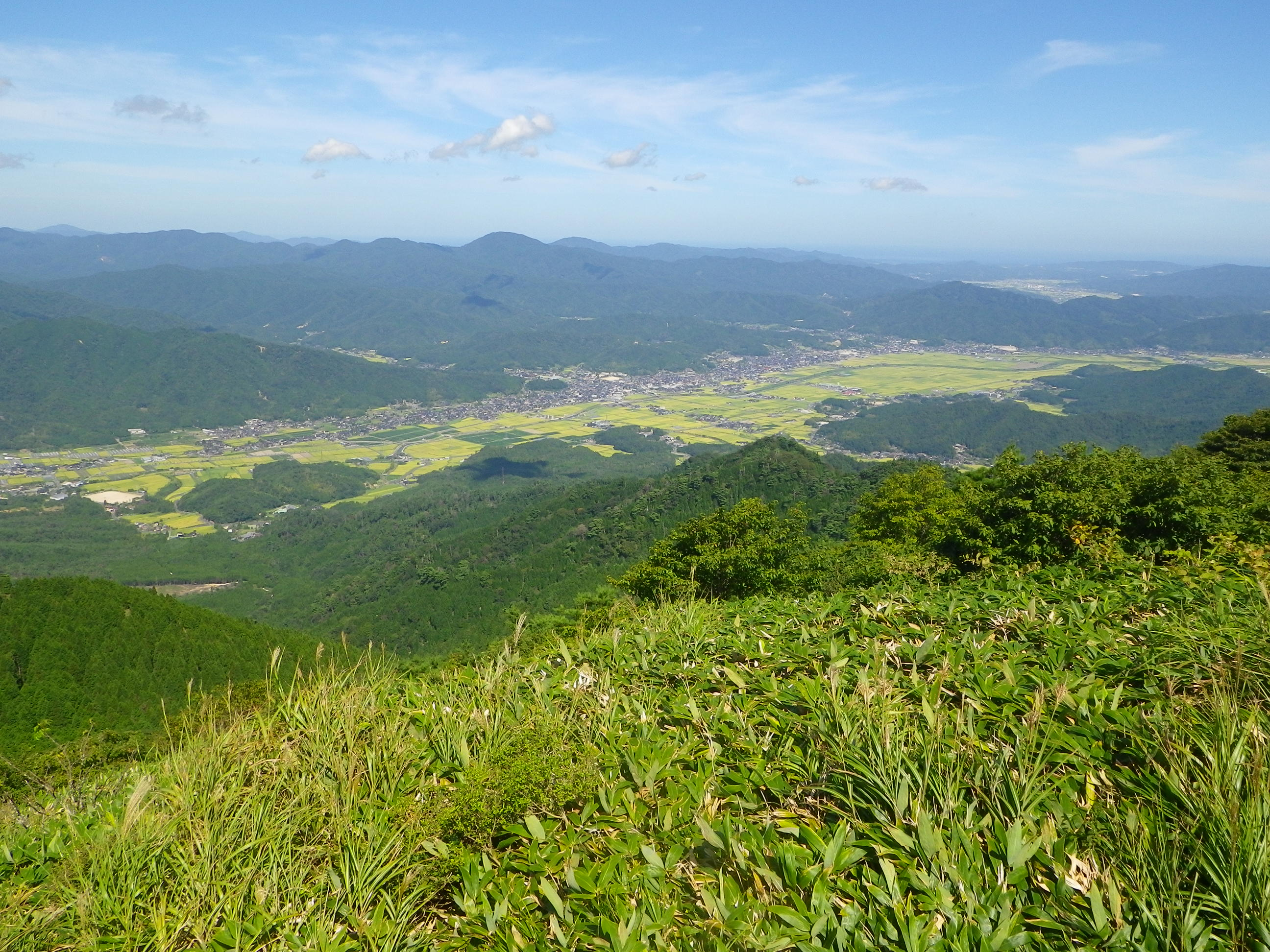
南南東にある大江山連峰の鍋塚から望む加悦谷

南南西にある与謝峠から望む加悦谷

加悦谷（かやだに）は、日本海の阿蘇海に注ぐ野田川が形成する沖積平野である。京都府北部の丹後地方にあり、大江山連峰と江笠連峰に囲まれている。加悦谷を平野とみなして「加悦谷平野」と表記されることが多いが、加悦谷を盆地とみなして「加悦谷盆地」と表記される場合もある。

## 地理
上流部と中流部は旧・与謝郡加悦町と野田川町（現・与謝郡与謝野町）であり、下流部は旧・与謝郡岩滝町（現・与謝郡与謝野町）と宮津市である。1926年（大正15年）から1985年（昭和60年）までは加悦谷を加悦鉄道が走っていた。
加悦谷を南北に流れる野田川は、日本三景の一つである天橋立の内海である阿蘇海に注ぐ。その豊かな水源を用い、丹後ちりめんや稲作が基幹産業になってきた。加悦谷で開催される神社の例祭は加悦谷祭と総称される。

## 歴史
与謝郡与謝野町明石（旧・加悦町明石）からは銅鐸が出土しており、また同地には4世紀中頃に建造された蛭子山古墳があることから、加悦谷では古くから文化的統合の中核が形成されていたとされる。
15世紀には一色氏（丹後国守護）配下の武将である石川氏の居城が「かやの御城」と呼ばれたが、加悦地区ではなく算所地区にありながらこのように呼ばれていた。「かや」が加悦地区ではなく加悦谷を指していたことを示している。近世の加悦谷は丹後ちりめんに代表される丹後機業の中心地となった。
1948年（昭和23年）には与謝郡野田川町に京都府立加悦谷高等学校が開校した。
2006年（平成18年）3月には加悦谷にある与謝郡の3町が対等合併し、与謝郡与謝野町が誕生した。

## 流域
- 与謝郡与謝野町
  - 旧岩滝町
  - 旧野田川町
  - 旧加悦町
- 宮津市